# Hoplia tuberculifera
Hoplia tuberculifera är en skalbaggsart som beskrevs av Moser 1924. Hoplia tuberculifera ingår i släktet Hoplia och familjen Melolonthidae. Inga underarter finns listade i Catalogue of Life.